# Águia de Marabá FC
Der Águia de Marabá FC ist ein 2007 gegründeter Fußballverein aus Marabá im brasilianischen Bundesstaat Pará.
Aktuell spielt der Verein in der vierten brasilianischen Liga, der Série D, sowie in der Staatsmeisterschaft von Pará.
Der Verein ist auch unter den Namen Águia oder Azulão bekannt.

## Erfolge
- Staatsmeisterschaft von Pará: 2023
- Staatsmeisterschaft von Pará Second Division: 2015
- Supercopa Grão-Pará: 2024

## Stadion
Der Verein trägt seine Heimspiele im Estádio Municipal Zinho de Oliveira in Marabá aus. Das Stadion hat ein Fassungsvermögen von 5000 Personen.

## Trainer
Stand: 21. November 2024
| Trainer       | Nation    | von               | bis              |
| ------------- | --------- | ----------------- | ---------------- |
| João Galvão   | Brasilien | 17. Januar 2013   | 14. Oktober 2013 |
| Mathaus Sodré | Brasilien | 16. November 2022 | 6. Juli 2023     |
| Rafael Jaques | Brasilien | 12. Juli 2023     | 28. Januar 2024  |
| Mathaus Sodré | Brasilien | 31. Januar 2024   | 15. Mai 2024     |
| Glauber Ramos | Brasilien | 17. Mai 2024      | 31. Juli 2024    |